# EVO (WILD CHILD BOUNDの曲)
「EVO」（エヴォ）は、WILD CHILD BOUNDのシングル。

## 収録曲
1. EVO (3:42) 歌:WILD CHILD BOUND
作詞:大森祥子、作曲:渡部チェル、編曲:渡部チェル
「デジモンテイマーズ」挿入歌(5・6・8・10 - 12・14 - 22・27 - 29・32・34・43 - 44・51話)。
2. いっしょがいいね (6:02) 歌:デジモンテイマーズ
作詞:大森祥子、作曲:太田美知彦、編曲:太田美知彦
3. EVO (オリジナルカラオケ) (3:41)
4. いっしょがいいね (オリジナルカラオケ) (6:03)

## 収録アルバム
- デジモンテイマーズ シングルベストパレード (#1,2)
- デジモン挿入歌ワンダーベストエボリューション (#1)
- DIGIMON HISTORY 1999-2006 ALL THE BEST (#1)
- DIGIMON MOVIE SONG COLLECTION (#1)